# BMW N73
| M73                            | M73                                 |
| ------------------------------ | ----------------------------------- |
|                                |                                     |
| Виробник:                      | BMW                                 |
| Марка:                         | M73                                 |
| Тип:                           | 60° V12                             |
| Робочий об'єм:                 | 6,0—6,7 л (5,972—6,749) см3         |
| Максимальна потужність:        | 445 к.с.                            |
| Максимальний обертовий момент: | 600 Н·м                             |
| Конфігурація:                  | V                                   |
| Циліндрів:                     | 12                                  |
| Екологічні норми:              | Euro 6                              |
| Хід поршня:                    | 80 мм—84.6 мм                       |
| Діаметр циліндра:              | 89 мм—92 мм мм                      |
| Охолодження:                   | рідинне охолодження                 |
| Газорозподільний механізм:     | Верхній розподільний вал#DOHC з VVT |
| Матеріал блоку циліндрів:      | Алюміній                            |
| Матеріал ГБЦ:                  | Алюміній                            |
| Тактність (число тактів):      | 4                                   |
| Рекомендоване паливо:          | Бензин                              |

BMW N73 — це атмосферний бензиновий двигун V12, який замінив BMW M73 і випускався з 2003—2016 рік. Його використовували в BMW 7 серії та Rolls-Royce Phantom.
N73 був першим у світі серійним двигуном V12 з прямим упорскуванням бензину.
У порівнянні зі своїм попередником M73, N73 має подвійний верхній розподільний вал, подвійний VANOS (змінний розподіл фаз газорозподілу) і valvetronic (змінний підйом клапана).

## Дизайн
Система зміни фаз газорозподілу (VANOS) є безступінчастою конструкцією, яка присутня як на впускному, так і на випускному розподільних валах. Агрегати VANOS були розроблені як невід'ємні компоненти ланцюгової передачі, а діапазон регулювання становить 63 градуси для впускного розподільного вала та 60 градусів для випускного розподільного вала. Червона зона для N73 становить 6500 об/хв.
Двигун N73 також має змінний підйом клапана (valvetronic), який змінював підйом відкриття впускного клапана від 0,30–0,85 мм (0,01–0,00 дюйма) залежно від частоти обертання двигуна та навантаження. Кожна головка блоку циліндрів має блок Valvetronic, включаючи двигун, модуль керування та датчик положення.
N73 був витіснений BMW N74, двигуном V12 з подвійним турбонаддувом.

## Версії

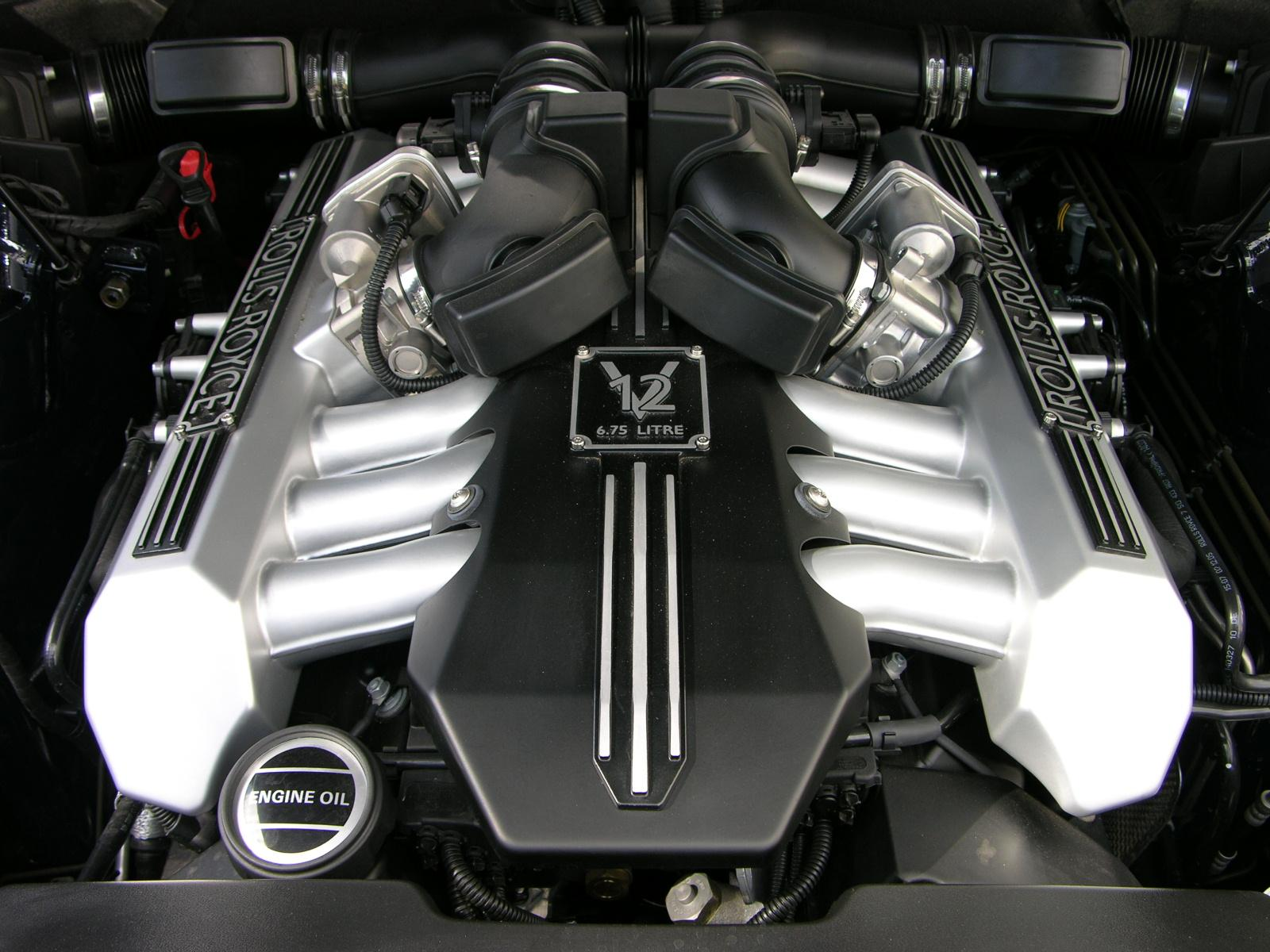
N73B68 у Rolls-Royce Phantom

| Версія | Рік            | Об‘єм                           | Потужність                        | Крутний момент                        | Ступінь стискання |
| ------ | -------------- | ------------------------------- | --------------------------------- | ------------------------------------- | ----------------- |
| N73B60 | 2003-2008 роки | 5972 куб.см (364,4 куб. дюймів) | 327 кВт (439 к.с.) при 6000 об/хв | 600 Н·м (443 фунт·фут) при 3950 об/хв | 11,3:1            |
| N73B68 | 2003-2016 роки | 6749 куб.см (411,8 куб. дюймів) | 338 кВт (453 к.с.) при 5350 об/хв | 720 Н·м (531 фунт·фут) при 3500 об/хв | 11,0:1            |

### N73B60
Версія N73B60 має об‘єм 5 972 см³ (364,4 куб.дюйма) та діаметр циліндра 89 мм (3,50 дюйма) і хід поршня 80 мм (3,15 дюйма).
Застосування:
- 2003—2008 E65/E66 760i/760Li
- 2017-тепер Eadon Green Black Cuillin[5]

### N73B68
Версія N73B68 має об‘єм 6749 см³ (411,8 куб. дюймів) діаметр циліндра 92 мм (3,62 дюйма) і хід 84,6 мм (3,33 дюйма).
Застосування:
- 2003—2016 Rolls-Royce Phantom[6]